# مارك لي (لاعب كرة قدم أسترالية)
مارك لي (بالإنجليزية: Mark Lee)‏ هو ضابط شرطة ‏ أسترالي، ولد في 29 مارس 1959 في ميلدورا في أستراليا.

## وصلات خارجية
- مارك لي على موقع AustralianFootball.com (الإنجليزية)
- مارك لي على موقع AFLtables.com (الإنجليزية)